# George Town
George Town (malayo: Tanjung Pinang, chino: 喬治市, pinyin: Qiáozhì Shì) es la capital del estado de Penang en Malasia y una importante ciudad histórica, declarada Patrimonio de la Humanidad. La ciudad está situada en el noreste de la Isla de Penang y tiene más de 700 000 habitantes; 1,7 incluyendo los alrededores.

## Topónimo
La ciudad fue bautizada así en honor del rey Jorge III. Previamente el lugar era conocido como Tanjung Penaga debido a que en la zona del cabo (tanjung) abundaba una especie de árbol al que los locales llamaban "penaga laut" (Calophyllum inophyllum).
A diferencia de otras ciudades homónimas, el topónimo de la ciudad malasia se escribe siempre separado.
No es infrecuente la confusión entre la ciudad ("George Town") y la isla ("Penang"), pues administrativamente la isla es un todo. El propio nombre del ayuntamiento (Penang Island City Council) ya avisa de la confusión.

## Historia
La isla de Penang ya era conocida por los marineros chinos al menos desde el siglo XV (bajo el nombre de isla de la Nuez de Betel), pero era simplemente una escala en los viajes. En el siglo XVIII comenzaron a llegar colonos de Sumatra. En 1771 se firmó un primer acuerdo entre el sultán de Kedah y la Compañía Británica de las Indias Orientales, por el que se concedía a la compañía ciertos derechos comerciales a cambio de ayuda militar contra Siam. En 1786 el capitán Francis Light, en nombre de la Compañía, tomó posesión de la isla y construyó en la esquina noreste el fuerte Cornwallis, la primera posesión británica en el Sudeste Asiático (los restos actuales son de una edificación de principios del siglo XIX; el fuerte original de Light era de madera). Light concedió a los colonos la propiedad de las tierras que liberaran de la jungla y estableció un puerto franco con la intención de atraer mercaderes chinos, indios y árabes para competir con las posesiones holandesas; la población creció rápidamente y en 1804 ya contaba con 12 000 habitantes. En 1826 Penang se convirtió en la capital de las Colonias del Estrecho (Penang, Malaca y Singapur), aunque Singapur la reemplazó en 1832. La ciudad prosperaba gracias al comercio, fundamentalmente con China. Entre mediados del siglo XIX y mediados del siglo XX, numerosos inmigrantes chinos, en su mayoría de Fujian, emigraron a Penang; para facilitar la integración de los recién llegados y crear sentido de comunidad, se crearon unas asociaciones parecidas a clanes (llamadas "kongsi"). Las sedes de estos kongsis se convirtieron en centros sociales y espirituales de las comunidades y, conforme las comunidades se fueron enriqueciendo, sus sedes fueron creciendo y decorándose cada vez más; hoy George Town posee la mayor concentración de arquitectura de clanes fuera de la propia China.
La riqueza de la ciudad provenía del comercio, mucho del cual era comercio de opio; al calor de este comercio fueron apareciendo prostíbulos, antros y salas de azar controlados por sociedades secretas chinas que le granjearon mala reputación. En 1867 estalló una revuelta entre los diferentes clanes chinos. Ese mismo año, la ciudad dejó de depender de la Compañía de las Indias Orientales y pasó directamente a control de la Corona. El control directo desde Londres mejoró la seguridad de la ciudad; se invirtió en sanidad y transporte, aumentaron los niveles educativos, la población asiática (especialmente peranakan) se involucró en la política de la ciudad y se gozaba de prensa libre, lo cual atrajo a intelectuales y revolucionarios como Rudyard Kipling o Sun Yat-sen. Fue una época dorada de crecimiento de la ciudad, impulsada por el comercio de estaño que provenía de la península (Kuala Lumpur nació en 1857 como un asentamiento minero chino de estaño). Se establecieron bancos (Standard Chartered en 1875, HSBC en 1885 y Royal Bank of Scotland en 1888) se ampliaron avenidas y se engrandecieron y embellecieron edificios.
Apenas hubo incidentes durante la Primera Guerra Mundial, pero la Segunda Guerra Mundial cambiaría totalmente el curso de su historia. Arthur Percival ordenó la evacuación de los europeos de la ciudad, abandonando a su suerte a la población asiática; los japoneses tomaron la urbe el 19 de diciembre de 1941, la rebautizaron como Tojo-to en honor del aquel entonces primer ministro japonés y la dominaron con mano de hierro hasta el final de la guerra, con dramáticas consecuencias para la población china (particularmente, en abril de 1942, un mes después del Sook Ching en Singapur). Al término de la guerra, aunque los británicos regresaron (y George Town se convirtió en la primera ciudad de Malasia en ser liberada, el 3 de septiembre de 1945, en el marco de la Operación Jurist), habían perdido totalmente la autoridad. En 1946 se disolvieron las Colonias del Estrecho y en 1957 Penang se convirtió en un estado de la Federación Malasia. En 1968 dejó de ser de puerto franco, lo cual sumió a la ciudad en una cierta decadencia, agravada por la apuesta del gobierno federal por Kuala Lumpur y Port Klang (actualmente, el mayor puerto de Malasia), de la cual comenzó a salir gracias al turismo varias décadas después, especialmente tras ser nombrada Patrimonio de la Humanidad por la Unesco en 2008, junto a Malaca, para conmemorar el intercambio cultural y comercial entre Oriente y Occidente a través del estrecho de Malaca (Malaca representa la era portuguesa; George Town, la británica) y al progresivo desarrollo manufacturero de la región, especialmente en torno a Bayan Lepas (convertida hoy en la principal receptora de inversión directa extranjera en Malasia).
Debido a este origen y pasado comercial, George Town es una ciudad auténticamente multicultural, con un fuerte influjo chino, pero también malayo, indio y europeo; cada cultura ha dejado su impronta en diversos aspectos de la cultura, desde la arquitectura a la comida.

## Curiosidades
Además de por su patrimonio histórico, la ciudad es conocida por su arte callejero, que recibió un notable impulso como vía de recuperación y embellecimiento del centro tras el nombramiento como Patrimonio de la Humanidad. Tang Mun Kian realizó obras en hierro forjado representado caricaturas para explicar el significado de las calles más importantes de la ciudad y el lituano Ernest Zacharevic despuntó con murales sobre las fachadas de la ciudad.
El Parque Nacional de Penang es el parque nacional más pequeño del mundo.
Al haber sido colonia real británica, Penang carece de rey indígena (es uno de los cuatro estados malasios sin rey); el jefe del estado de Penang es un gobernador. Además, es el único estado de Malasia donde el primer ministro es de etnia china (y lo han sido todos desde 1957, con independencia del partido en el poder).

## Ciudades hermanas
- Adelaida, Australia Meridional, Australia. (8 de diciembre de 1973).
- Xiamen, Fujian, República Democrática Popular de China (1991).
- Yokohama, Kanagawa, Japón (3 de octubre de 1991).
- Taipéi, República de China ¨(marzo, 2011).
- Bangkok, Tailandia (abril, 2012).
- Medan, Sumatra Norte, Indonesia.